# Oorsprong (Utrecht)
De Oorsprong is een 19e-eeuwse rijksmonumentale villa in de Nederlandse stad Utrecht.
De aan het eind van de Biltstraat gelegen villa werd in 1823 gebouwd voor een cementfabrikant in de empirestijl. Het park om het huis werd vormgegeven door de Utrechtse tuinarchitect en kweker Hendrik van Lunteren en staat bekend als het Oorsprongpark. De aangrenzende buitenplaats Het Hoogeland kreeg ook een parkontwerp naar zijn hand, dit park heet het Hogelandsepark.
In 1879 volgde een grootschalige verbouwing in de eclectische stijl. In de 20e eeuw fungeerde het gebouw als bejaardentehuis, vervolgens werd het in gebruik genomen door de Utrechtse universiteit. Eind 20e eeuw kreeg het een kantoorbestemming. Het verhaal wil dat de villa zijn naam dankt aan de oorsprong van de rivier de Vecht die hier zou liggen.

## Zie ook

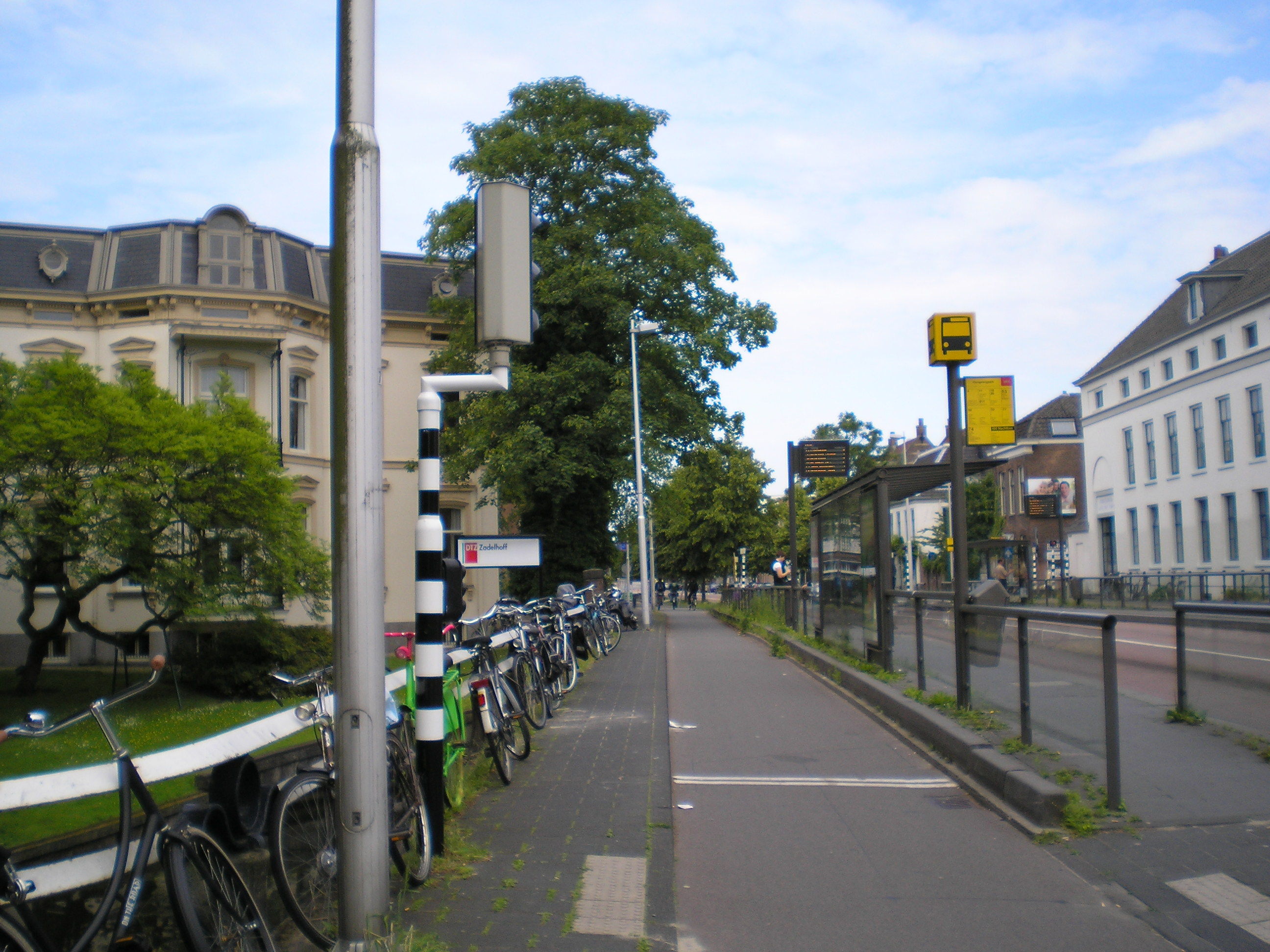
Oorsprongpark langs de Biltsche Grift aan de Biltstraat te Utrecht in Nederland
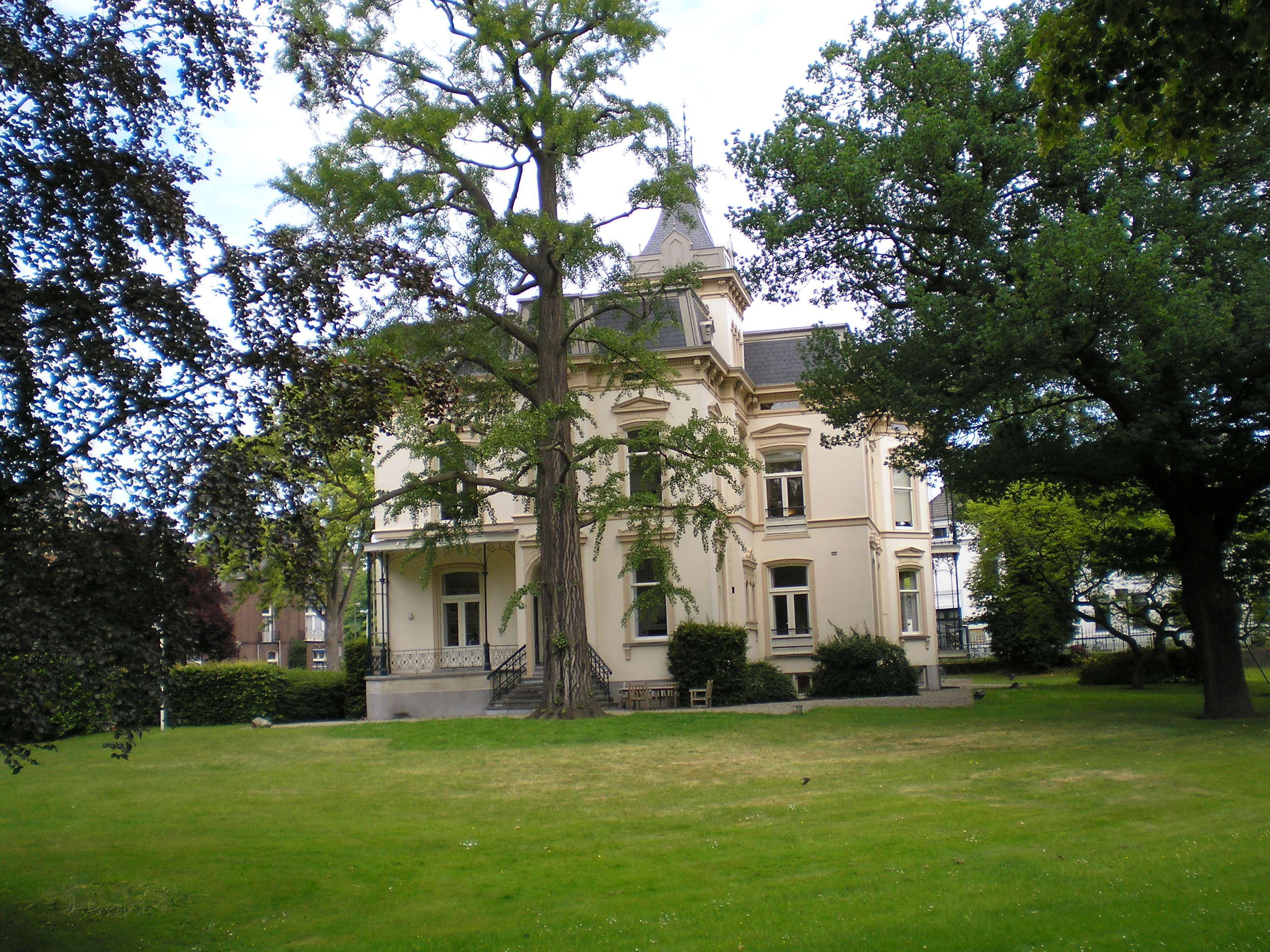
Huis De Oorsprong in het Oorsprongpark gezien van de Snellenlaan te Utrecht in Nederland
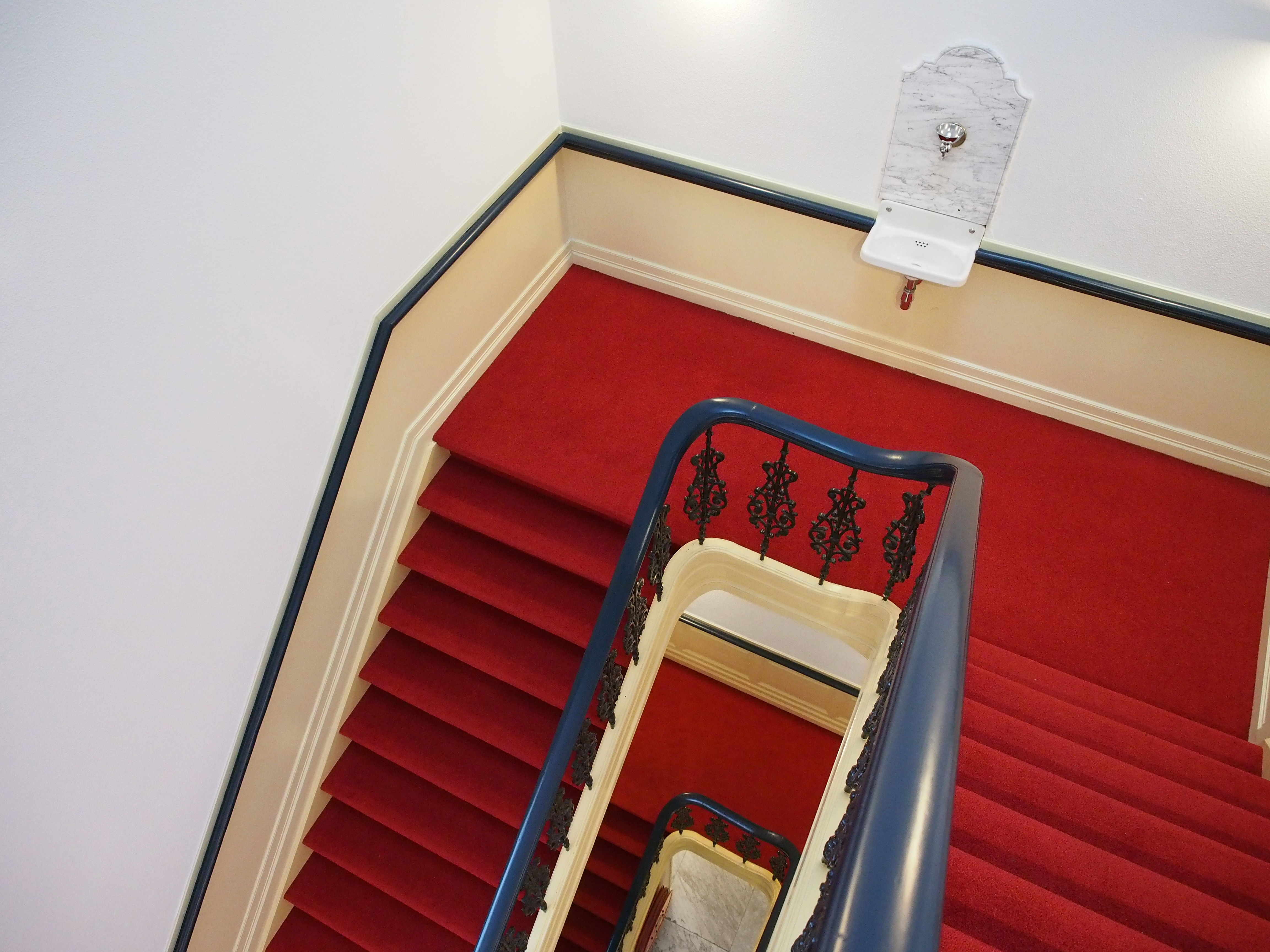
Trappenhuis Villa De Oorsprong met fonteintje